# Kampf (Film)
Kampf ist ein extrem seltenes Beispiel eines deutschen Autorennfahrerfilms. Berufsrennfahrer Manfred von Brauchitsch spielte die Hauptrolle, es sollte sein einziger Ausflug mit einer regulären Spielfilmrolle vor die Kinofilmkamera bleiben. Regie bei dem 1932 entstandenen Film führte Erich Schönfelder.

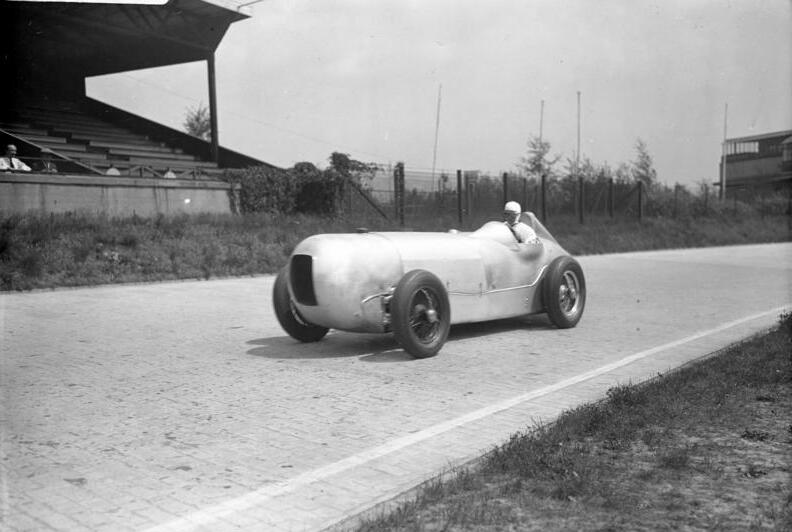
Rennfahrer von Brauchitsch im Drehjahr 1932, hier in einem Mercedes-Benz, Typ SSKL mit Stromlinienkarosserie von Reinhard von Koenig-Fachsenfeld auf der Berliner AVUS, wo auch mehrere Autorennszenen von Kampf entstanden

## Handlung
Robert Wenck ist ein bekannter Rennfahrer, der sich nach Freiburg begibt, um an einem dort startenden Autorennen teilzunehmen. Er freut sich sehr auf das Rennen, das durch die nahe Bergwelt führen wird, weil er hier auf seinen Lieblingsgegner Kurt Harder stoßen wird. Dieser andauernde, titelgebende Kampf zwischen den beiden Rivalen hat jedoch nichts an ihrer Freundschaft geändert. Beim Training treffen Wenck und Harder aufeinander und tauschen auch private Worte aus. Dabei erfährt Wenck, dass Freund Harder jüngst geheiratet hat. Gern ist Robert bereit, Kurts Einladung in ein Seebad, in dem gerade die Frischvermählte Eva weilt, zu folgen.
Während des Rennens hat Kurt eine technische Panne, die ihn zur Aufgabe zwingt. In einer tollkühnen Fahrt kann daraufhin Wenck das Rennen für sich entscheiden. Harder muss nach Italien weiter und bittet aus diesem Grund seinen alten Freund, ins Seebad vorzufahren und sich ein wenig um Harders Gattin Eva zu kümmern. Robert staunt nicht schlecht, als er sieht, um wen es sich bei Eva Harder handelt. Es ist niemand anderes als seine frühere Flamme. Seinem Rennsport zuliebe hatte Wenck einst Eva vernachlässigt, sodass diese sich neu orientierte. Jetzt, wo die beiden erneut aufeinandertreffen, brechen die alten Gefühle füreinander wieder auf. Harder selbst weiß nichts von der früheren Beziehung der beiden, wird aber durch eine alte Fotografie mit Robert und Eva darauf gestoßen, dass die beiden wohl mal etwas miteinander hatten. Sofort kehrt er nach Deutschland zurück und fährt zu seiner Frau. Großer Missmut steigt in ihm auf, als er Wenck mit Eva von einer gemeinsamen Auto-Spritztour heimkehren sieht.
Kurt Harder glaubt nun, dass sich Wenck die verloren gegangene Liebe zurückholen will und erklärt beider Freundschaft für beendet. Erst einige Zeit später, im Rahmen eines Rennens auf dem Nürburgring, treffen die zwei Kontrahenten wieder aufeinander. Es kommt zu einem verbissenen Kampf, und Robert, der sich mit großer Anstrengung an die Spitze vorgearbeitet hat, verunglückt mit seinem Rennauto und zerschellt an einer Felswand. Kurt eilt sofort zu ihm hin und befreit den Gegner aus dem brennenden Wrack. Sein menschlicher Einsatz wird belohnt, trotz des Zeitverlustes kann Kurt Harder das Rennen für sich entscheiden und steht auf dem Siegertreppchen. Ehe es zur Siegerehrung kommen kann, besuchen er und seine Gattin Wenck an dessen Krankenlager. Kurt legt die eine Hand Evas in die andere Roberts und signalisiert damit, dass er bereit ist, auf seine Gattin zu verzichten, da die beiden offensichtlich noch sehr viel verbindet.

## Produktionsnotizen
Kampf entstand in nur gut zwei Wochen zwischen dem 5. und dem 20. September 1932 auf Berlins AVUS, in Freiburg im Breisgau und am Nürburgring sowie auf dem UFA-Freigelände in Neubabelsberg. Die Uraufführung fand am 20. Dezember 1932 in Berlins Uraufführungstheater U.T. Kurfürstendamm statt.
Die Holländer Haro van Peski und John Jonkheer van Lennep hatten 1931 in Berlin die Produktionsfirma Majestic Film GmbH gegründet. Kampf war ihre erste eigenständige Produktion nach dem Film Mein Leopold, der als Koproduktion mit der Orplid-Film GmbH entstand.
Bob Stoll übernahm die Produktionsleitung. Die Filmbauten schufen Artur Günther und Willi A. Herrmann, Karl Löb diente als Kameraassistent, Eigil Wangøe war Standfotograf.
Zwei Musiktitel wurden gespielt: Heute Nacht wird’s richtig! und Wir wollen gute Freunde sein. Es spielten das Ufa Jazz-Orchester und die Kapelle Gerhard Hoffmann.
Für Regisseur Schönfelder, der bereits 1933 verstarb, und Hauptdarstellerin Evelyn Holt, die mit der Machtübernahme der Nationalsozialisten nicht mehr filmen durfte, war Kampf der letzte Film.

## Kritik
Die Österreichische Film-Zeitung nannte Kampf eine „gelungene Kombination von Autorennsensationen, voll Spannung, Liebe und Humor“ und sah in der Produktion einen Film, „der dem großen Interesse des Publikums für den Autorennsport entgegenkommt.“